# Formulazione debole
Nell'ambito delle equazione differenziali, in particolare delle equazioni alle derivate parziali, è di grande importanza lo studio della formulazione debole dei problemi differenziali classici, che per dualità vengono anche chiamati problemi in forma forte o classica. Risolvere un problema in forma debole significa trovare una soluzione, detta soluzione debole, le cui derivate possono non esistere, ma che è comunque soluzione dell'equazione in qualche modo ben preciso. Molto spesso si tratta delle uniche soluzioni che è possibile trovare.
Il concetto di soluzione debole è legato a quello di derivata debole: si tratta di definire la nozione di derivata anche per funzioni integrabili ma non necessariamente differenziabili.

## Introduzione
Un problema relativo ad un'equazione differenziale si dice ben posto se possiede una soluzione, se tale soluzione è unica e se dipende in modo continuo dai dati forniti dal problema. Un problema ben posto contiene tutte le caratteristiche ideali al fine di studiarne la risolubilità. La soluzione di un'equazione alle derivate parziali di ordine {\displaystyle k} si definisce informalmente soluzione classica o soluzione forte se è una funzione differenziabile fino all'ordine {\displaystyle k}-esimo e tutte le derivate esistono e sono continue: per risolvere una PDE in senso classico bisogna dunque cercare una funzione liscia o almeno di classe {\displaystyle C^{k}}. La maggior parte delle equazioni differenziali alle derivate parziali non ammette soluzioni classiche, come ad esempio le equazioni di continuità. Se si ammette una funzione non differenziabile come soluzione di un problema ben posto tale soluzione è una soluzione debole, anche detta "soluzione generalizzata" o "soluzione integrale". La formulazione debole di un problema deriva da quella forte, e una soluzione del problema forte è anche soluzione del problema debole.

## Descrizione generale
L'idea di fondo delle formulazioni deboli è quella che portò anche all'introduzione in matematica delle distribuzioni, o "funzioni generalizzate": si tratta di funzionali lineari definiti sullo spazio di funzioni costituito dalle funzioni dette funzioni di test. Lo spazio delle distribuzioni è lo spazio duale di quello delle funzioni di test. Si tratta di funzioni in un senso più generale: alcune distribuzioni, se viste come funzioni, possono anche non avere alcun corrispettivo nell'analisi tradizionale (si veda ad esempio la delta di Dirac). Intuitivamente, se questo spazio "di test" è abbastanza grande e se ha certe proprietà, è ragionevole pensare di ricostruire la funzione (generalizzata) sapendo come essa agisce su ogni funzione test dello spazio. 
Presa un'equazione, per trovare una soluzione debole si procede generalmente col moltiplicare ambo i termini per una funzione test {\displaystyle \varphi }, e di integrare poi entrambi i membri su tutto il dominio di interesse. Dopodiché si "scaricano" le derivate (integrando per parti) dalla funzione {\displaystyle u} sulla funzione test {\displaystyle \varphi } quanto basta per poter richiedere la minor regolarità possibile sia a {\displaystyle u} che a {\displaystyle \varphi }. Per poter effettuare le integrazioni è necessario che sia {\displaystyle u} che {\displaystyle \varphi } stiano almeno in {\displaystyle L^{2}} (altrimenti l'integrale non ha senso); inoltre per poter integrare anche i prodotti tra le derivate occorre che stiano anche nello spazio di Sobolev {\displaystyle H^{k}}, dove {\displaystyle k} indica il massimo ordine di derivazione che compare dopo aver scaricato le derivate di {\displaystyle u} su {\displaystyle \varphi }. Si consideri dunque un operatore differenziale lineare in un insieme aperto {\displaystyle W} in {\displaystyle \mathbb {R} ^{n}}:
{\displaystyle P(x,\partial )u(x)=\sum a_{\alpha _{1},\alpha _{2},\dots ,\alpha _{n}}(x)\partial ^{\alpha _{1}}\partial ^{\alpha _{2}}\cdots \partial ^{\alpha _{n}}u(x)}
in cui il multi-indice {\displaystyle (\alpha _{1},\alpha _{2},\dots ,\alpha _{n})} spazia in un sottoinsieme finito di {\displaystyle \mathbb {N} ^{n}} ed i coefficienti {\displaystyle a_{\alpha _{1},\alpha _{2},\dots ,\alpha _{n}}} sono funzioni sufficientemente lisce di {\displaystyle x}. L'equazione {\displaystyle P(x,\partial )u(x)=0}, dopo essere stata moltiplicata per una funzione di test {\displaystyle \varphi } liscia e avente un supporto compatto in {\displaystyle W}, può essere integrata per parti {\displaystyle \alpha _{1}+\alpha _{2}+\dots +\alpha _{n}} volte in modo che viene ad essere scritta come:
{\displaystyle \int _{W}u(x)Q(x,\partial )\varphi (x)\,\mathrm {d} x=0,}
dove l'operatore differenziale {\displaystyle Q(x,\partial )} è dato da:
{\displaystyle Q(x,\partial )\varphi (x)=\sum (-1)^{|\alpha |}\partial ^{\alpha _{1}}\partial ^{\alpha _{2}}\cdots \partial ^{\alpha _{n}}\left[a_{\alpha _{1},\alpha _{2},\dots ,\alpha _{n}}(x)\varphi (x)\right].}
Il numero
{\displaystyle (-1)^{|\alpha |}=(-1)^{\alpha _{1}+\alpha _{2}+\cdots +\alpha _{n}}}
appare poiché ogni integrazione per parti produce una moltiplicazione per -1. L'operatore {\displaystyle Q(x,\partial )} è l'operatore aggiunto di {\displaystyle P(x,\partial )}.
Si vede quindi che se l'originale formulazione (formulazione forte) richiede di trovare una funzione {\displaystyle u} (soluzione forte) definita su {\displaystyle W}, differenziabile {\displaystyle |\alpha |}-volte e tale che:
{\displaystyle P(x,\partial )u(x)=0,\qquad \forall x\in W,}
allora una funzione integrabile {\displaystyle u} è una soluzione debole se:
{\displaystyle \int _{W}u(x)Q(x,\partial )\varphi (x)\,\mathrm {d} x=0,}
per ogni funzione liscia a supporto compatto {\displaystyle \varphi }.
Su domini limitati una soluzione forte è anche soluzione debole, in quanto le procedure di integrazione per parti sono lecite. Se ci si pone il problema inverso, cioè se una soluzione {\displaystyle u} del problema debole soddisfa anche il problema forte, si vede che {\displaystyle u} non può essere soluzione forte se si interpretano le derivate in senso classico per due motivi:
- La funzione {\displaystyle u} appartiene a {\displaystyle H^{1}} e dunque non può avere in generale una derivata seconda continua (altrimenti sarebbe anche in {\displaystyle H^{2}}), come invece richiesto dalla soluzione forte.
- Nella formulazione debole non è nemmeno chiesto che {\displaystyle u} sia definita ovunque. Affinché ogni integrale di Lebesgue abbia senso, {\displaystyle u} può assumere valori arbitrari anche in un'infinità numerabile di punti del dominio (più precisamente in un insieme con misura di Lebesgue nulla, o quasi ovunque).

Si spiega quindi il motivo di considerare {\displaystyle u} non più come una funzione, ma come una distribuzione. Assumendo ciò e interpretando le derivate nel senso delle distribuzioni, si può dire che {\displaystyle u} soddisfa il problema forte (nel senso delle distribuzioni). Anche l'assunzione dei dati al bordo è problematica: per quanto detto sopra, considerando che il bordo del dominio ha sempre misura nulla, parlare del valore di {\displaystyle u} sul bordo non ha senso classicamente. La soluzione a questo problema si ha considerando il dato al bordo come limite (nel senso di {\displaystyle L^{2}}) di funzioni di classe {\displaystyle C^{\infty }} a supporto compatto che approssimano {\displaystyle u} nel senso di {\displaystyle H^{1}}.

### Esempio
Per illustrare il concetto, si consideri l'equazione del trasporto:
{\displaystyle {\frac {\partial u}{\partial t}}+{\frac {\partial u}{\partial x}}=0}
in cui {\displaystyle u(t,x)} è differenziabile con continuità su {\displaystyle R^{2}}. Moltiplicando l'equazione per una funzione liscia e a supporto compatto {\displaystyle \varphi }, e integrando si ottiene:
{\displaystyle \int _{-\infty }^{\infty }\int _{-\infty }^{\infty }{\frac {\partial u(t,x)}{\partial t}}\varphi (t,x)\,\mathrm {d} t\mathrm {d} x+\int _{-\infty }^{\infty }\int _{-\infty }^{\infty }{\frac {\partial u(t,x)}{\partial x}}\varphi (t,x)\,\mathrm {d} t\mathrm {d} x=0.}
Grazie al teorema di Fubini è possibile scambiare l'ordine di integrazione, in modo che integrando per parti in {\displaystyle t} il primo termine e in {\displaystyle x} il secondo:
{\displaystyle -\int _{-\infty }^{\infty }\int _{-\infty }^{\infty }u(t,x){\frac {\partial \varphi (t,x)}{\partial t}}\,\mathrm {d} t\mathrm {d} x-\int _{-\infty }^{\infty }\int _{-\infty }^{\infty }u(t,x){\frac {\partial \varphi (t,x)}{\partial x}}\,\mathrm {d} t\mathrm {d} x=0.}
Si nota che gli integrali vanno da −∞ a ∞, ma sono sostanzialmente valutati su un dominio chiuso in quanto {\displaystyle \varphi } ha supporto compatto. Esiste quindi una funzione {\displaystyle u}, che può non essere differenziabile, che soddisfa quest'ultima equazione per ogni {\displaystyle \varphi } ma che non è una soluzione dell'equazione del trasporto: si tratta di una soluzione debole.
Ad esempio:
{\displaystyle u(t,x)=|t-x|,\qquad \forall t,x,}
è una soluzione debole, come si mostra integrando per parti ai lati della retta {\displaystyle x=t}.

## Lemma di Lax-Milgram
Sia {\displaystyle V} uno spazio di Banach. Si vuole trovare una soluzione {\displaystyle u\in V} dell'equazione:
{\displaystyle Au=f,}
dove {\displaystyle A\colon V\to V'} e {\displaystyle f\in V'}, con {\displaystyle V'} lo spazio duale di {\displaystyle V}.
Il calcolo delle variazioni mostra come questo sia equivalente a trovare {\displaystyle u\in V} tale che per tutti i {\displaystyle v\in V} vale:
{\displaystyle [Au](v)=f(v).}
Si può considerare {\displaystyle v} un vettore o funzione di test.
La formulazione debole del problema significa trovare {\displaystyle u\in V} tale che:
{\displaystyle a(u,v)=f(v),\quad \forall v\in V,}
definendo la forma bilineare:
{\displaystyle a(u,v):=[Au](v).}

### Enunciato
Il lemma di Lax-Milgram può essere applicato alle forme bilineari, anche se non ne è la versione più generale. Sia {\displaystyle V} uno spazio di Hilbert e {\displaystyle a(\cdot ,\cdot )} una forma bilineare su {\displaystyle V} che è limitata
{\displaystyle |a(u,v)|\leq C\|u\|\|v\|}
e coercitiva
{\displaystyle |a(u,u)|\geq c\|u\|^{2}.}
Allora, per ogni {\displaystyle f\in V'} esiste una soluzione unica {\displaystyle u\in V} per l'equazione:
{\displaystyle a(u,v)=f(v)}
e si ha:
{\displaystyle \|u\|\leq {\frac {1}{c}}\|f\|_{V'}.}

### Sistema di equazioni lineari
Ad esempio, nel caso di un sistema di equazioni lineari si ha {\displaystyle V=\mathbb {R} ^{n}}, e {\displaystyle A:V\to V} è una trasformazione lineare. La formulazione debole dell'equazione:
{\displaystyle Au=f}
consiste nel trovare {\displaystyle u\in V} tale che per ogni {\displaystyle v\in V} vale l'equazione:
{\displaystyle \langle Au,v\rangle =\langle f,v\rangle ,}
dove {\displaystyle \langle \cdot ,\cdot \rangle } denota il prodotto interno.
Dato che {\displaystyle A} è una mappa lineare è sufficiente provare i vettori di base {\displaystyle e_{i}}:
{\displaystyle \langle Au,e_{i}\rangle =\langle f,e_{i}\rangle \quad i=1,\ldots ,n.}
Utilizzando l'espansione come combinazione lineare dei vettori di base
{\displaystyle u=\sum _{j=1}^{n}u_{j}e_{j},}
si ottiene la forma matriciale dell'equazione:
{\displaystyle \mathbf {A} \mathbf {u} =\mathbf {f} ,}
dove {\displaystyle a_{ij}=\langle Ae_{j},e_{i}\rangle } e {\displaystyle f_{i}=\langle f,e_{i}\rangle }.
La forma bilineare associata a tale formulazione debole è:
{\displaystyle a(u,v)=\mathbf {v} ^{T}\mathbf {A} \mathbf {u} .}
Si nota che tutte le forme bilineari su {\displaystyle \mathbb {R} ^{n}} sono limitate e in particolare:
{\displaystyle |a(u,v)|\leq \|A\|\,\|u\|\,\|v\|.}
Per quanto riguarda la coercitività, significa che la parte reale degli autovalori di {\displaystyle A} non deve essere più piccola di {\displaystyle c}. Questo implica che nessun autovalore può essere nullo, e il sistema è quindi risolvibile. Inoltre, si può stimare:
{\displaystyle \|u\|\leq {\frac {1}{c}}\|f\|,}
dove {\displaystyle c} è la più piccola parte reale assunta dagli autovalori di {\displaystyle A}.

## Esempio monodimensionale
Si consideri il seguente problema di Poisson con condizioni al bordo miste omogenee:
{\displaystyle -u''(x)=f,\qquad x\in (-1,1),}
{\displaystyle u(-1)=0,\qquad u'(1)=0.}
Moltiplicando a destra e a sinistra per una funzione test {\displaystyle v}, per il momento senza specificare a quale spazio appartiene, e integrando per parti tra {\displaystyle -1} e {\displaystyle 1} si ha:
{\displaystyle \int \limits _{-1}^{1}u'v'-[u'v]_{-1}^{1}=\int \limits _{-1}^{1}fv.}
Sfruttando quindi le condizioni al bordo per {\displaystyle u} si può scrivere:
{\displaystyle \int \limits _{-1}^{1}u'v'+u'(-1)v(-1)=\int \limits _{-1}^{1}fv,}
dove sia {\displaystyle u} che {\displaystyle v} devono stare in {\displaystyle H^{1}(-1,1)} affinché gli integrali abbiano senso. Spesso, soprattutto in analisi numerica, si preferisce effettuare il cambio di incognita ponendo:
{\displaystyle u={\tilde {u}}+Rg,}
dove {\displaystyle Rg} è detta "rilevamento" di {\displaystyle u} sul bordo. La funzione {\displaystyle Rg}, infatti, assume al bordo gli stessi valori di {\displaystyle u}, in modo che {\displaystyle {\tilde {u}}} sia nulla sul bordo. Inoltre {\displaystyle Rg} deve appartenere anch'essa a {\displaystyle H^{1}}, di modo che sostituendo {\displaystyle {\tilde {u}}} nell'equazione si ottenga:
{\displaystyle \int \limits _{-1}^{1}{\tilde {u}}'v'=\int \limits _{-1}^{1}fv-\int \limits _{-1}^{1}Rg'v'-(u'-Rg')(-1)v(-1).}
Se ora si sceglie come spazio delle funzioni test lo spazio:
{\displaystyle V=\left\{v{\text{ di }}H^{1}(-1,1):v(-1)=0\right\},}
allora {\displaystyle {\tilde {u}}} e {\displaystyle v} stanno nello stesso spazio. Questo è molto utile poiché risulta possibile applicare il lemma di Lax-Milgram per verificare se il problema è ben posto, cioè se ammette un'unica soluzione e se questa dipende con continuità dai dati.

## Formulazione per equazioni ellittiche del secondo ordine
Un'equazione differenziale lineare alle derivate parziali ellittica del secondo ordine in {\displaystyle n} variabili indipendenti {\displaystyle \mathbf {z} =\left(z_{1},z_{2},\dots ,z_{n}\right)^{T}} definita su insieme aperto {\displaystyle \Omega \subset \mathbb {R} ^{n}} può essere scritta in modo generale come:
{\displaystyle -\sum _{i,j=1}^{n}{\frac {\partial }{\partial x_{i}}}\cdot \left(a_{ij}{\frac {\partial u}{\partial x_{j}}}\right)+\sum _{i=1}^{n}\left({\frac {\partial }{\partial x_{i}}}\left(b_{i}u\right)+c_{i}{\frac {\partial u}{\partial x_{i}}}\right)+a_{0}u=f,}
dove le variabili sono tutte funzioni di {\displaystyle \mathbf {z} }.
È possibile scrivere tale equazione anche nella forma:
{\displaystyle -\nabla \cdot \left(a_{1}\nabla u\right)+a_{0}u=f}
assumendo {\displaystyle a_{ij}\left(\mathbf {x} \right)=a_{1}\left(\mathbf {x} \right)\delta _{ij}} e {\displaystyle \mathbf {b} \left(\mathbf {x} \right)=\mathbf {c} \left(\mathbf {x} \right)=0} in {\displaystyle \Omega }.
La soluzione classica di tale problema consiste nella determinazione di una funzione {\displaystyle u\in C^{2}\left(\Omega \right)} che soddisfi l'equazione nella sua forma generale per tutti i vettori {\displaystyle \mathbf {x} \in \Omega } e che soddisfi inoltre le condizioni al bordo per tutti i vettori {\displaystyle \mathbf {x} \in \partial \Omega }. Tale problema non risulta risolvibile in generale, e per questo motivo si introduce la formulazione debole del problema.
La sua derivazione consiste in quattro passi:
- Moltiplicazione ad entrambi i membri per una funzione di test {\displaystyle v\in C^{+\infty }\left(\Omega \right)}:

{\displaystyle -\nabla \cdot \left(a_{1}\nabla u\right)\cdot v+a_{0}u\cdot v=f\cdot v.}
- Integrazione su {\displaystyle \Omega }:

{\displaystyle -\int _{\Omega }\nabla \cdot \left(a_{1}\nabla u\right)\cdot vd\mathbf {x} +\int _{\Omega }a_{0}u\cdot vd\mathbf {x} =\int _{\Omega }f\cdot vd\mathbf {x} .}
- Utilizzo del lemma di Green per la riduzione del grado massimo delle derivate:

{\displaystyle \int _{\Omega }\left(a_{1}\nabla u\right)\cdot \nabla vd\mathbf {x} +\int _{\Omega }a_{0}u\cdot vd\mathbf {x} =\int _{\Omega }f\cdot vd\mathbf {x} +\oint _{\partial \Omega }v\cdot a_{1}\cdot {\frac {\partial u}{\partial n}}d\mathbf {x} ,}
con {\displaystyle n} normale alla frontiera di {\displaystyle \Omega }. È possibile altresì dividere il bordo a seconda delle condizioni che vengono fornite per esso. Assumendo {\displaystyle \partial \Omega =\Gamma _{D}\cup \Gamma _{N}}, dove {\displaystyle \Gamma _{D}} indica i punti del bordo dove vengono fornite condizioni di Dirichlet e {\displaystyle \Gamma _{N}} i punti del bordo dove vongono fornite condizioni di Neumann. L'equazione precedente si può quindi sviluppare come:
{\displaystyle {\begin{aligned}\int _{\Omega }\left(a_{1}\nabla u\right)\cdot \nabla vd\mathbf {x} +\int _{\Omega }a_{0}u\cdot vd\mathbf {x} &=\int _{\Omega }f\cdot vd\mathbf {x} +\oint _{\partial \Omega }v\cdot a_{1}\cdot {\frac {\partial u}{\partial n}}d\mathbf {x} \\&=\int _{\Omega }f\cdot vd\mathbf {x} +\oint _{\Gamma _{N}}v\cdot a_{1}\cdot {\frac {\partial u}{\partial n}}d\mathbf {x} +\oint _{\Gamma _{D}}v\cdot a_{1}\cdot {\frac {\partial u}{\partial n}}d\mathbf {x} \\&=\int _{\Omega }f\cdot vd\mathbf {x} +\oint _{\Gamma _{N}}v\cdot a_{1}\cdot {\frac {\partial u}{\partial n}}d\mathbf {x} \end{aligned}}}
- Determinazione dei più ampi spazi funzionali tali per cui {\displaystyle u} e {\displaystyle v} siano funzioni con integrale finito:

{\displaystyle \left\{{\begin{array}{l}u,v\in H_{0}^{1}\left(\Omega \right)\\f\in L^{2}\left(\Omega \right)\end{array}}\right.}
con {\displaystyle H} indicante lo spazio di Sobolev.
La formulazione debole richiede quindi a questo punto la determinazione della funzione {\displaystyle u\in H_{0}^{1}\left(\Omega \right)} che verifica l'equazione all'ultimo punto. Chiaramente la formulazione classica determina una funzione che soddisfa anche la formulazione debole.